# Rektorzy Akademii i Uniwersytetu Wileńskiego Towarzystwa Jezusowego
Rektorzy Akademii i Uniwersytetu Wileńskiego Towarzystwa Jezusowego – rektorzy Akademii i Uniwersytetu Wileńskiego Towarzystwa Jezusowego mianowani byli na 3 lata przez generała lub prowincjała jezuitów.
- Piotr Skarga (1579-1581)
- Jakub Wujek (1581-1584)
- Paweł Boksza (1584-1586)
- Garzias Allabianus (1587-1590)
- Fryderyk Bartsch (1590-1596)
- Leonard Kraker (1597-1600)
- Paweł Boksza (1600-1603)
- Adam Brok (1603-1606)
- Michał Ortiz (1606-1608)
- Stanisław Włoszek (1608-1611)
- Szymon Niklewicz (1611-1614)
- Mikołaj Salpa (1614)
- Jan Grużewski (1615-1619)
- Szymon Niklewicz (1619-1621)
- Jan Grużewski (1625-1628)
- Szymon Ugniewski (1628-1632)
- Filip Frizius (1632-1635)
- Melchior Schmelling (1643-1644)
- Grzegorz Hintz (1644-1647)
- Benedykt de Soxo (1647-1650)
- Jan Wiskowiec
- Wojciech Cieciszewski
- Grzegorz Schönoff (1653)
- Jan Rywocki
- Wojciech Wijuk Kojałowicz (1654-1655)
- Benedykt de Soxo (1656-1658)
- Kazimierz Wijuk Kojałowicz
- Jan Piwocki
- Michał Ginkiewicz (1660-1663)
- Daniel Butwiłł (1663-1666)
- Andrzej Wołłowicz (1666-1669)
- Stanisław Tupik (1669-1672)
- Baltazar Rogalski (1672-1675)
- Paweł Bochen (1675-1678)
- Andrzej Rybski (1678-1681)
- Władysław Rudziński (1681-1683)
- Michał Mazowiecki (1683-1684)
- Piotr Kitnowski (1684-1688)
- Baltazar Dankwart (1694-1697)
- Krzysztof Łosiewski (1697-1701)
- Andrzej Rybski (1698)
- Jakub Kładowicki (1701-1704)
- Tobiasz Arent (1705-1707)
- Jan Brictius (1708-1710)
- Maciej Karski (1710-1713)
- Krzysztof Limont (1713-1715)
- Tobiasz Arent (1716-1718)
- Krzysztof Gorszwiłło (1720-1721)
- Tobiasz Arent (1721-1724)
- Stanisław Sokulski (1724-1727)
- Władysław Dauksza (1727-1731)
- Stanisław Sokulski (1731-1734)
- Karol Bartold (1735-1737)
- Józef Sadowski (1738-1741)
- Władysław Dauksza (1741-1743)
- Franciszek Rościszewski (1745-1747)
- Jan Juraha (1752-1755)
- Kazimierz Brzozowski (1755-1756)
- Ignacy Żaba (1760-1763)
- Kazimierz Wazgird (1763-1766)
- Kazimierz Przeciszewski (1766-1769)
- Antoni Skorulski (1772-1773)